# Voleibol en los Juegos Paralímpicos
El voleibol adaptado fue incluido en los Juegos Paralímpicos de Verano desde la quinta edición que se celebró en Toronto (Canadá) en 1976.

## Ediciones
| N.º  | Año  | Sede                        | País                       |
| ---- | ---- | --------------------------- | -------------------------- |
| I    | 1976 | Toronto                     | Canadá                     |
| II   | 1980 | Arnhem                      | Países Bajos               |
| III  | 1984 | Nueva York Stoke Mandeville | Estados Unidos Reino Unido |
| IV   | 1988 | Seúl                        | Corea del Sur              |
| V    | 1992 | Barcelona                   | España                     |
| VI   | 1996 | Atlanta                     | Estados Unidos             |
| VII  | 2000 | Sídney                      | Australia                  |
| VIII | 2004 | Atenas                      | Grecia                     |
| IX   | 2008 | Pekín                       | China                      |
| X    | 2012 | Londres                     | Reino Unido                |
| XI   | 2016 | Río de Janeiro              | Brasil                     |
| XII  | 2020 | Tokio                       | Japón                      |
| XIII | 2024 | París                       | Francia                    |

## Medallero histórico
- Actualizado hasta París 2024.[2][3]

| Núm. | País                          | Oro | Plata | Bronce | Total |
| ---- | ----------------------------- | --- | ----- | ------ | ----- |
| 1    | Irán (IRI)                    | 8   | 2     | 0      | 10    |
| 2    | República Popular China (CHN) | 3   | 3     | 0      | 6     |
| 3    | Estados Unidos (USA)          | 3   | 2     | 1      | 6     |
| 4    | Israel (ISR)                  | 3   | 1     | 0      | 4     |
| 5    | Alemania (GER)                | 3   | 0     | 2      | 5     |
| 6    | Bosnia y Herzegovina (BIH)    | 2   | 4     | 1      | 7     |
| 7    | Países Bajos (NED)            | 2   | 3     | 1      | 6     |
| 8    | Alemania Occidental (FRG)     | 1   | 2     | 1      | 4     |
| 9    | Polonia (POL)                 | 0   | 2     | 2      | 4     |
| 10   | Canadá (CAN)                  | 0   | 1     | 1      | 2     |
| 10   | Eslovaquia (SVK)              | 0   | 1     | 1      | 2     |
| 10   | Noruega (NOR)                 | 0   | 1     | 1      | 2     |
| 10   | Suecia (SWE)                  | 0   | 1     | 1      | 2     |
| 14   | Reino Unido (GBR)             | 0   | 1     | 0      | 1     |
| 14   | RPC (RPC)                     | 0   | 1     | 0      | 1     |
| 16   | Egipto (EGY)                  | 0   | 0     | 3      | 3     |
| 16   | Finlandia (FIN)               | 0   | 0     | 3      | 3     |
| 18   | Brasil (BRA)                  | 0   | 0     | 2      | 2     |
| 19   | Checoslovaquia (TCH)          | 0   | 0     | 1      | 1     |
| 19   | Francia (FRA)                 | 0   | 0     | 1      | 1     |
| 19   | Rusia (RUS)                   | 0   | 0     | 1      | 1     |
| 19   | Ucrania (UKR)                 | 0   | 0     | 1      | 1     |
| 19   | Yugoslavia (YUG)              | 0   | 0     | 1      | 1     |
|      | TOTAL                         | 25  | 25    | 25     | 75    |